# Dietrich Ewald von Grotthuß
Dietrich Ewald Freiherr von Grotthuß (* 15. April 1751 in Mitau, Herzogtum Kurland und Semgallen; † 29. September 1786 in Geddutz bei Bauske, Kurland, heute: Gedučiai in Litauen) war ein deutsch-baltischer Pianist und Komponist. Er brachte Carl Philipp Emanuel Bachs Silbermann-Klavichord von Hamburg nach Kurland.

## Leben

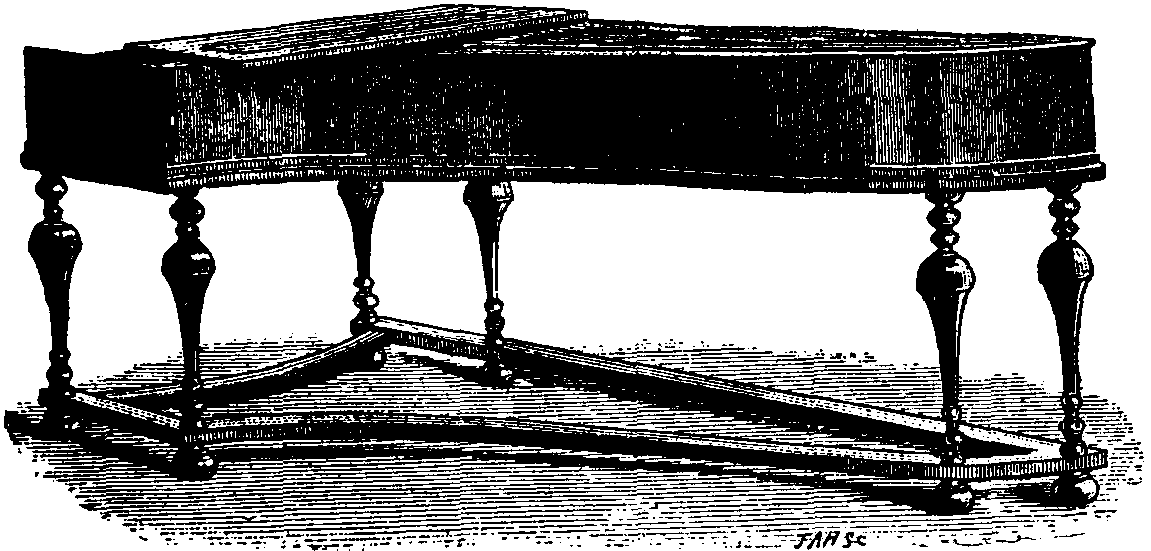
Ein Silbermannsches Pianoforte (1746)

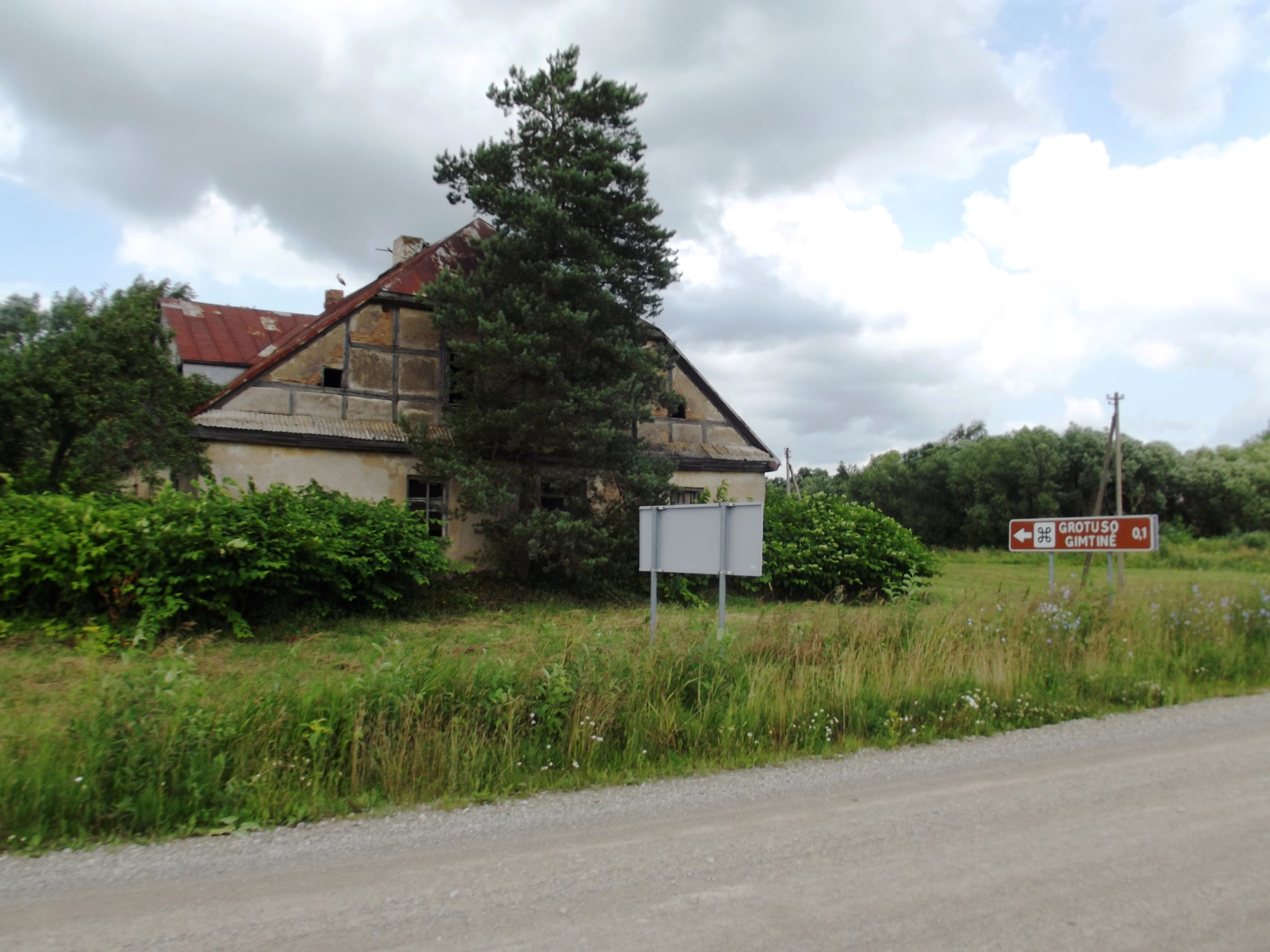
Grothusenhof

Grotthuß entstammte der kurländischen Adelsfamilie der Barone Grotthuß. Seine Eltern waren Johann Gebhard von Grotthuß und Charlotte Agnesa geb. von Müllenheim. Für die Offizier- oder Beamtenlaufbahn bestimmt, diente er kurz in der Preußischen Armee; bei seiner wenig robusten Veranlagung wendete er sich aber der Musik zu. Freundschaftlich verbunden war er mit Johann Georg Witthauer, der ihn und die herzogliche Familie im Klavierspiel unterrichtete. 1773 heiratete er Elisabeth Eleonore von Grotthuß aus dem Hause Geddutz.
Bei einem seiner Besuche bei Carl Philipp Emanuel Bach in Hamburg kaufte er 1781 dessen Silbermannsches Clavichord. Bach trauerte ihm mit dem Abschied vom Silbermannschen Klavier nach; das Rondo fügte er dem Instrument – „seinem Liebling“ – bei. Grotthuß bedankte sich mit dem fröhlichen C-Dur-Rondo Freude über den Empfang des Silbermannschen Klaviers. Die beiden Stücke wurden wiederholt gedruckt. 1999 standen sie im Programm einer musikwissenschaftlichen Tagung in Frankfurt (Oder). Bach korrigierte Grotthuß’ Motette Herr, höre meine Worte und führte sie 1781 mehrmals in Hamburg auf. In einigen Werken C. Ph. E. Bachs steht Grotthuß in der Pränumerantenliste. Indem er wiederholt mehrere Exemplare subskribierte, machte er C. Ph. E. Bach in den baltischen Ländern bekannt.
Grotthuß stand in Verbindung mit Johann Adam Hiller und Christian Felix Weiße, der 1785 Pate seines Sohnes Theodor von Grotthuß (1785–1822) wurde. Sein Bruder Johann Ulrich von Grotthuß (1753–1815) schrieb Gedichte und Schriften zur baltischen Landeskunde. Grotthuß starb mit 35 Jahren. Von seinen wohl nur wenigen Werken sind eine zweistimmige Fuge e-Moll und eine Sonate d-Moll für Cembalo (1777) erhalten. Das Silbermannsche Klavier ist verloren.